# Campeonato Europeu de Atletismo em Pista Coberta de 2021 - Arremesso de peso masculino
A prova do arremesso de peso masculino do Campeonato Europeu de Atletismo em Pista Coberta de 2021 foi disputada no dia 5 de março de 2021 na Arena Toruń, em Toruń, na Polónia.

## Recordes
Antes desta competição, os recordes mundiais e do campeonato nesta prova eram os seguintes:
|                       | Nome           | Nacionalidade     | Distância | Local       | Data                    |
| --------------------- | -------------- | ----------------- | --------- | ----------- | ----------------------- |
| Recorde mundial       | Randy Barnes   | Estados Unidos    | 22m 66cm  | Los Angeles | 20 de janeiro de 1989   |
| Recorde do campeonato | Ulf Timmermann | Alemanha Oriental | 22m 19cm  | Liévin      | 21 de fevereiro de 1987 |
| Recorde europeu       | Ulf Timmermann | Alemanha Oriental | 22m 55cm  | Senftenberg | 11 de fevereiro de 1989 |

## Medalhistas
| Ouro               | Prata                | Bronze                 |
| Tomáš Staněk (CZE) | Michał Haratyk (POL) | Filip Mihaljević (CRO) |

## Cronograma
Todos os horários são locais (UTC+1).
| Data       | Hora  | Evento       |
| ---------- | ----- | ------------ |
| 5 de março | 11:18 | Qualificação |
| 5 de março | 20:35 | Final        |

## Resultados

### Qualificação
Qualificação: 21,00 m (Q) ou os 8 melhores qualificados (q).
| Posição | Atleta            | Nacionalidade        | #1    | #2    | #3    | Resultados | Notas |
| ------- | ----------------- | -------------------- | ----- | ----- | ----- | ---------- | ----- |
| 1       | Francisco Belo    | Portugal             | 18.62 | 20.17 | 21.04 | 21.04      | Q,    |
| 2       | Michał Haratyk    | Polónia              | 20.64 | 21.02 |       | 21.02      | Q     |
| 3       | Tomáš Staněk      | Chéquia              | 20.97 | –     | r     | 20.97      | q     |
| 4       | Wictor Petersson  | Suécia               | 19.72 | 20.00 | 20.60 | 20.60      | q     |
| 5       | Filip Mihaljević  | Croácia              | 20.40 | x     | r     | 20.40      | q     |
| 6       | Mesud Pezer       | Bósnia e Herzegovina | 19.99 | 20.30 | x     | 20.30      | q     |
| 7       | Armin Sinančević  | Sérvia               | 19.93 | 20.11 | 20.29 | 20.29      | q     |
| 8       | Marcus Thomsen    | Noruega              | 20.13 | 20.07 | 20.27 | 20.27      | q     |
| 9       | Bob Bertemes      | Luxemburgo           | 19.70 | 20.16 | 19.96 | 20.16      |       |
| 10      | Jakub Szyszkowski | Polónia              | 19.74 | 19.75 | 20.12 | 20.12      |       |
| 11      | Leonardo Fabbri   | Itália               | x     | 19.96 | 19.77 | 19.96      |       |
| 12      | Dzmitry Karpuk    | Bielorrússia         | x     | 18.83 | 19.40 | 19.40      |       |
| 13      | Giorgi Mujaridze  | Geórgia              | x     | 19.22 | 19.18 | 19.22      |       |

### Final
A final aconteceu às 20:35 no dia 5 de março de 2021.
| Posição           | Atleta           | Nacionalidade        | #1    | #2    | #3    | #4    | #5    | #6    | Resultados | Notas                |
| ----------------- | ---------------- | -------------------- | ----- | ----- | ----- | ----- | ----- | ----- | ---------- | -------------------- |
| Medalha de ouro   | Tomáš Staněk     | Chéquia              | x     | 20.36 | 21.24 | x     | 21.62 | –     | 21.62      | Recorde da temporada |
| Medalha de prata  | Michał Haratyk   | Polónia              | 20.89 | x     | 21.33 | 21.14 | 21.47 | 21.21 | 21.47      |                      |
| Medalha de bronze | Filip Mihaljević | Croácia              | 20.64 | 21.17 | 21.31 | x     | 21.27 | x     | 21.31      |                      |
| 4                 | Francisco Belo   | Portugal             | x     | 21.28 | 20.96 | 20.82 | x     | x     | 21.28      | Recorde nacional     |
| 5                 | Wictor Petersson | Suécia               | 20.52 | x     | x     | 20.75 | 20.13 | x     | 20.75      |                      |
| 6                 | Armin Sinančević | Sérvia               | x     | x     | 20.74 | x     | x     | x     | 20.74      |                      |
| 7                 | Marcus Thomsen   | Noruega              | 19.74 | 20.25 | 20.28 | 20.16 | x     | 20.19 | 20.28      |                      |
| 8                 | Mesud Pezer      | Bósnia e Herzegovina | 19.77 | x     | x     | x     | x     | x     | 19.77      |                      |

Legenda
| Recorde mundial       | Recorde mundial (World record)               |                       | Recorde africano                      | Recorde africano (African) |                                           | Q | Classificado por posição (Qualified) |
| Recorde do campeonato | Recorde do campeonato (Championship record)  | Recorde da América    | Recorde da América (Americas)         | q                          | Classificado por melhor tempo (Qualified) |   |                                      |
| Melhor marca do ano   | Melhor marca do ano (World leading)          | Recorde asiático      | Recorde asiático (Asian)              | DNS                        | Não largou (Did not start)                |   |                                      |
| Recorde nacional      | Recorde nacional (National record)           | Recorde europeu       | Recorde europeu (European)            | DNF                        | Não terminou (Did not finish)             |   |                                      |
| Recorde pessoal       | Recorde pessoal do atleta (Personal best)    | Recorde da Oceania    | Recorde da Oceania (Oceania)          | DSQ / DQ                   | Desclassificado (Disqualified)            |   |                                      |
| Recorde da temporada  | Recorde da temporada do atleta (Season best) | Recorde sul-americano | Recorde sul-americano (South America) | NM                         | Sem marca (No mark)                       |   |                                      |